# Cambio de código
Cambio de código o  cambio de registro es un concepto lingüístico que denota el uso simultáneo de más de un idioma, o variedad de un idioma, en la conversación. Los multilingües, personas que hablan más de un idioma, a veces usan elementos de varios idiomas cuando conversan con los demás. Por tanto, el cambio de código es el uso sintácticamente y fonológicamente apropiado de más una variedad lingüística.
El cambio de código es diferente de otros fenómenos de contacto entre lenguas, tales como préstamos, pidgins y criollos, significados prestados (calcos) e interferencia lingüística. Los hablantes forman y establecen una lengua pidgin cuando dos o más hablantes que no tienen un idioma en común forman un tercer idioma intermediario. Por otro lado, los hablantes practican el cambio de código cuando ambos dominan los dos idiomas. La mezcla de código es un tema relacionado, pero el uso de las locuciones cambio de código y mezcla de código varía. Algunos estudiosos usan la expresión para describir la misma práctica, mientras que otros usan mezcla de código para describir las propiedades lingüísticas formales de dicho fenómeno de contacto entre lenguas, y cambio de código para describir los usos reales en el habla de las personas multilingües.
En los años cuarenta y cincuenta, muchos estudiosos decían que el cambio de código era un uso subestándar del idioma. Desde los ochenta, sin embargo, muchos estudiosos han reconocido que es un producto normal y natural del uso bilingüe y multilingüe de los idiomas.
En el uso popular fuera del campo de la lingüística, la locución cambio de código es usada para referirse a las mezclas informales relativamente estables de dos idiomas, tales como el espanglish y el franponais, o para referirse a dialectos o cambios de estilo, tales como el practicado por los hablantes del inglés afroestadounidense vernáculo mientras se mueven de ambientes menos formales a otras más formales.

## Motivaciones sociales para el cambio de código
El cambio de código se relaciona a, y algunas veces indexa membresía sociogrupal a comunidades bilingües y miltilingües. Algunos sociolingüístas describen las relaciones entre comportamientos de cambio de código y clase, etnicidad, y otras posiciones sociales. Además, los estudiosos en lingüística interaccional y análisis conversacional han estudiado el cambio de código como un medio de estructurar el habla en la interacción. El analista Peter Auer sugiere que code-switching does not simply reflect social situations, but that it is a means to create social situations.

### Modelo de Marcadez
El modelo de marcadez, desarrollado por Carol Myers-Scotton, es una de las teorías más completas de las motivaciones para el cambio de código. Propone que los usuarios del idioma son racionales, y escogen (hablan) un idioma que claramente marca sus derechos y obligaciones, relativos a otros hablantes, en la conversación y su ambientación. Cuando no hay una opción de idioma claro y desmarcado, los hablantes practican el cambio de código para explorar posibles opciones de idioma. Muchos sociolingüísticas, sin embargo, objetan la postulación del Modelo de Marcadez de que la opción del idioma es enteramente racional.

## Teoría de la Acomodación en la Comunicación
La Teoría de la Acomodación en la Comunicación (TAC), desarrollada por Howard Giles, profesor de comunicación en la Universidad de California en Santa Bárbara, busca explicar las razones cognitivas, y otros cambios en el discurso, mientras una persona busca enfatizar o minimizar las diferencias sociales entre él o ella y la(s) otra(s) persona(s) en la conversación. El prof. Giles propone que cuando los hablantes buscan aprobación en una situación social probablemente convergerán su idioma con él de las otras personas hablando. Esto incluye, pero no está limitado a, la elección de idioma, acento, dialecto y aspectos paralingüísticos usado en la conversación. En contraste a la convergencia, los hablantes pueden participar en un discurso divergente, con el que un individuo enfatiza la distancia social entre él o ella y el resto de los hablantes usando un discurso con aspectos lingüísticos característicos de su propio grupo.
Se argumenta que "cuando las personas interactúan, ajustan su discurso sus patrones vocales y sus gestos, para acomodarse a los demás".  La TAC explora las diversas razones por las cuales las personas minimizan las diferencias sociales entre ellos y sus interlocutores a través de la comunicación verbal y no verbal. 
Esta teoría se ocupa de los vínculos entre "lenguaje, contexto e identidad". Se centra en los factores interpersonales que conducen al establecimiento y en las preocupaciones del macro y micro-contexto que afectan los comportamientos de comunicación. 
Hay dos procesos principales de alojamiento descritos por esta teoría:  "Convergencia" que se refiere a las estrategias en las que los individuos se adaptan a las conductas comunicativas de los demás con el fin de reducir estas diferencias sociales.  Y "Divergencia" que se refiere a los casos en los que las personas acentúan las diferencias verbales y no verbales entre ellos mismos y sus interlocutores.  A veces, cuando los individuos tratan de participar en la convergencia pueden llegar a ser sobre-complacientes, y a pesar de sus buenas intenciones, condescendientes.

### Teoría de la acomodación del discurso
La teoría de la acomodación del discurso se desarrolló con el fin de demostrar el valor de los conceptos psicológicos y sociales para entender la dinámica de la oración.  Con esta teoría se intentan explicar las motivaciones de los cambios en los estilos del habla de la gente durante los encuentros sociales y las consecuencias sociales que se derivan de ellos.  Se centra en los procesos cognitivos y afectivos de la convergencia y divergencia de los individuos a través del habla. La teoría de la acomodación de comunicación se ha ampliado para incluir no sólo el habla, sino también las dimensiones no verbales y discursivas de la interacción social. Por lo tanto, ahora abarca otros aspectos de la comunicación. 

### La psicología social y la teoría de la identidad social
Como la teoría de la acomodación del discurso, la teoría de la comunicación se deriva de la psicología social, a partir de cuatro principales teorías socio-psicologícas: similitud-atracción, intercambio social,  atribución causal y la distinción intergrupal. Estas teorías ayudan a explicar por qué los hablantes tratan de converger o divergir de la lengua, dialecto, acento y el comportamiento hacia sus interlocutores. La TAC también se basa en gran medida en la teoría de la identidad social. Esta última teoría sostiene que el autoconcepto de una persona comprende una identidad personal y una identidad social, y que esta identidad social se basa en comparaciones que las personas hacen entre en grupos (grupos a los que pertenecen) y fuera de grupos (grupos a los que no pertenecen). De acuerdo con la teoría de la identidad social, la gente se esfuerza para mantener una identidad social positiva en cualquiera de los grupos de unión donde se sienten más cómodos o hacer una experiencia más positiva de pertenecer a los grupos a los que ya pertenecen. Puesto que el habla es una forma de expresar la pertenencia a grupos, las personas adoptan la convergencia o divergencia en la comunicación con el fin de señalar un carácter distintivo  en un grupo sobresaliente, con el fin de reforzar una identidad social. La acomodación de la comunicación de este modo, se convierte en una herramienta.

### Cuatro principales teorías socio-psicológicas

#### Similitud-atracción
La teoría de similitud-atracción postula que cuanto más similares sean las actitudes y creencias del individuo a las de los demás, ellos serán atraídos. La convergencia a través de la comunicación verbal y no verbal es uno de los mecanismos que se puede utilizar para ser más similares a otros.  Uno de los factores que lleva a los individuos a utilizar la convergencia es el deseo de obtener la aprobación social de su o sus interlocutores. Se podría concluir que a  mayor necesidad de aprobación social, mayor será la tendencia a converger.  Natale (1975), por ejemplo, estipula que los hablantes con altas necesidades de aprobación social  intensifican la voz y a realizan una pausa más larga, en contaste con aquellos con bajas necesidades de aprobación social.  Un individuo que tiene un nivel alto de acomodación es propenso a desarrollar un nivel alto de autoestima y de satisfacción.

#### Intercambio social
La teoría del proceso  intercambio social establece que un individuo antes de actuar, intenta evaluar los beneficios y los costos de los cursos alternativos de acción. El individuo tenderá a elegir cualquier curso de acción que traiga una mayor recompensa y menos costos. Aunque la convergencia puede traer recompensas, hay algunas ocasiones en las que también se pueden hacer realidad los costos, tales como mayor esfuerzo para converger, una pérdida de integridad percibida y la identidad personal (ya veces grupal). Por lo tanto, antes de decidir si utilizar o no, las personas convergentes evalúan los costos y beneficios.

#### Atribución causal
La teoría de la atribución causal sugiere que el individuo interpreta el comportamiento de otras personas, y las evalúa en términos de motivaciones e intenciones que se atribuyen como la causa de su comportamiento.  Se aplica a la convergencia en que la convergencia podría ser vista de manera positiva o  negativa dependiendo en causas que se le atribuyan: "a pesar que la convergencia interpersonal es generalmente recibida de manera favorable, el grado en que esto sea cierto se verá influido por los oyentes de la intención del hablante. Giles y Smith proporcionan el ejemplo de un experimento que se llevó a cabo entre el francés y el Inglés canadienses, con el fin de ilustrar esto. En este experimento, cuando las personas creían que la persona de los diferentes grupos de convergencia utilizaba el lenguaje con el fin de reducir las barreras culturales, el resultado era mejor evaluado que cuando se atribuyó la convergencia a las presiones de la situación. "Cuando los oyentes canadienses franceses atribuyeron la convergencia de un canadiense Inglés al Francés para romper las barreras culturales, el cambio fue visto favorablemente. Sin embargo, cuando este mismo comportamiento se atribuyó a presiones en la situación obligando a la otra a converger, los sentimientos positivos no fueron tan fuertemente evocados ". 

#### Distinción intergrupal
El proceso de distinción intergrupal teorizado por Tajfel, argumenta que cuando los miembros de diferentes grupos están en contacto, se comparan las dimensiones que son importantes para ellos, tales como atributos personales, habilidades, posesiones materiales, etcétera. En estas comparaciones sociales intergrupales los individuos tratan de encontrar maneras en las que pueden distinguirse del grupo con el fin de mejorar su identidad social. Debido a que el estilo del habla y del lenguaje es un factor importante en la definición de los grupos sociales, la divergencia en el estilo del habla o del lenguaje se emplea a menudo con el fin de mantener el carácter distintivo intergrupal, sobre todo cuando la pertenencia al grupo es un tema relevante o la identidad grupal de la persona se ve amenazada.  

### Teoría de la acomodación de comunicación y los nuevos medios
Como la  teoría de la acomodación de comunicación explica, los conocimientos y las motivaciones que residen en la comunicación interactiva con el contexto y la identidad relevante, es factible aplicarlos a nuevos medios relacionados. A pesar de que la investigación en este campo está todavía en su fase inicial, interesantes estudios de caso han aparecido en los últimos años.
Los estudios han investigado posibles tendencias acomodativas de los bibliotecarios cuando se enfrentan con el uso del cyberlanguage por el patrón a través de la tecnología de mensajería instantánea. Puesto que el uso de cyberlanguage en SRV (servicios de referencia virtual) en conversaciones ha sido sugerido como una posible manera de fortalecer las relaciones, los clientes que están satisfechos con la interacción con un bibliotecario que utiliza cyberlanguage, estos pueden estar más dispuestos a volver. Sin embargo, el resultado sugiere que el uso del patrón de cyberlanguage no tiene ninguna influencia sobre el uso de un bibliotecario de cyberlanguage y sorprendentemente, la convergencia no sucede. Sin embargo, el alojamiento de los estilos de comunicación sí suceden en otras circunstancias comunicativas mediadas por el ordenador. En las conversaciones de ideas en grupo, los participantes chinos pueden llegar a ser tan sensibles como los estadounidenses cuando se trabaja en grupos de cultivo mixto.

### La comunicación entre los hablantes de lenguas nativas y no nativas en un segundo idioma

#### Los hablantes de lenguas no nativas
La entrada que los hablantes no nativos obtienen de sus interlocutores durante la adquisición de una segunda lengua es crucial en su proceso de aprendizaje de idiomas.  Por ejemplo, como la teoría de similitud-atracción predice, los hablantes no nativos son más propensos a converger hacia el lenguaje del hablante nativo cuando lo identifican como similar: cuando un hablante no nativo y un hablante nativo comparten importantes identidades sociales, étnicas o no, será más probable que converjan hacia el uso del lenguaje de la Sociedad Nacional . En un estudio realizado por Young (1998), por ejemplo, los hablantes de segunda lengua  de chino inglés entrevistados por individuos con un mayor grado de convergencia social en términos de etnicidad, sexo, ocupación, nivel educativo , lugar de origen, y la edad fueron significativamente más propensos a converger con la norma  de su interlocutor que aquellos que fueron entrevistados por los sujetos que diferían más en términos de estas características sociales. A diferencia de estudios anteriores, que se centraban principalmente en la solidaridad étnica de explicar las variaciones del lenguaje en un segundo idioma (Beebe y Zuengler de 1983), este estudio demostró más tarde que "no es solo la etnicidad del interlocutor lo que causa la variación lingüística, sino un conjunto de atributos por los cuales los interlocutores evalúan su relativa similitud entre sí ... proporcionando un apoyo claro para el aspecto de similitud-atracción de la TAC ".

## Cambio de código y diglosia
En una situación diglósica, algunos temas y situaciones son más apropiadas para un idioma que para el otro. Joshua Fishman propone un modelo de cambio de código para temas específicos (refinada después por Blom y Gumperz) en las que los hablantes bilingües escogen qué código hablar dependiendo de donde están y qué están discutiendo. Por ejemplo, un niño que es bilingüe en español e inglés puede hablar español en casa e inglés en clase, pero español en el receso.

## Mecánica del cambio de código
El cambio de código ocurre por lo general donde la sintaxis de los idiomas concuerdan en una oración; por lo tanto, no es común cambiar del inglés al francés después de un adjetivo y antes de un sustantivo, porque, en francés, los adjetivos generalmente van después de los sustantivos. Aún idiomas no relacionados ocasionalmente alinean sintácticamente en un límite de oración relativa o en el límite de otras subestructuras de la oración.
Los lingüistas han realizado esfuerzos hacia definir la diferencia entre préstamos (uso de palabras prestadas) y cambio de código; generalmente, el préstamo ocurren en el lexicón, mientras que el cambio de código ocurre a nivel de sintaxis o al nivel de construcción de la pronunciación.
Estudiando los patrones sintácticos y morfológicos de la alternación lingüística, los lingüistas has postulado reglas gramaticales específicas y límites sintácticos específicos para los casos en los que el cambio de código pueda ocurrir. Ninguna de esas sugerencias es aceptada universalmente y los lingüistas también hacen notar casos en los que cada propuesta es contradicha. Algunas limitantes son:
- La limitante del morfema libre: el cambio de código no puede ocurrir entre morfemas ligados.[18]
- La limitante de equivalencia: el cambio de código puede ocurrir en posiciones cuando "el orden de dos elementos cualquiera de una oración, uno antes y otro después del cambio, no puede estar excluido en ningún idioma". Por lo tanto, la oración: "I like you porque eres simpático." está permitida porque obedece la reglas para la formación de oraciones relativas del español e inglés.[18]
- La limitan de clase cerrada: elementos de clase cerrada (pronombres, preposiciones, conjunciones, etc.), no pueden ser cambiados.[19]
- El modelo de Marco de Lengua Matriz distingue los roles de los idiomas participantes.[20]
- La limitante de núcleos funcionales: el cambio de código no puede ocurrir entre un núcleo funcional (un complementador, un determinante, una flexión, etc.) y su complemento (oración, sintagma nominal, sintagma verbal).[21]

Nótese que algunas teorías, tales como la limitante de clase cerrada, el modelo de Marco de Lengua Matriz, y la limitan de núcleos funcionales, que hacen predicciones generales basadas en presunciones específicas sobre la naturaleza de la sintaxis, son polémicas entre los lingüistas que postulan teorías alternativas. En contraste, las descripciones basadas en análisis empíricas del corpus, tales como la Limitante de Equivalencia, son relativamente independientes de la teoría sintáctica, pero los patrones de cambio de código que describen varían considerablemente entre comunidades, aún entre las que comparten los mismos pares de idiomas.

## Tipos de Cambio
Los estudiosos usan nombres diferentes para varios tipos de cambios de código.
- Cambio interoracional ocurre fuera del nivel de la oración (ej. límites oracionales).
- Cambio intraoracional ocurre dentro de la oración.
- Cambio de coletilla es el cambio de una frase coletilla, o una palabra, o ambas, desde el idioma-B al idioma-A, ("cambios intraoracionales comunes).
- Cambio intrapalabra ocurre dentro de una palabra en sí, tal como un límite de morfemas.

## Ejemplos de cambio de código
Español e inglés -
La investigadora Ana Celia Zentella ofrece este ejemplo de su trabajo con hablantes puertorriqueños bilingües en español e inglés en Nueva York. En este ejemplo, Marta y su hermana pequeña, Lolita, hablan español e inglés con Zentella (ACZ) fuera de su edificio de apartamentos.
Lolita: Oh, I could stay with Ana?
Marta: — but you could ask papi and mami to see if you could come down.
Lolita: OK.
Marta: Ana, if I leave her here would you send her upstairs when you leave?
ACZ: I’ll tell you exactly when I have to leave, at ten o’clock. Y son las nueve y cuarto.
Marta: Lolita, te voy a dejar con Ana. Thank you, Ana.
Zentella explica que los niños de vecindarios predominantemente puertorriqueños hablan tanto inglés como español: "Dentro de la red de niños, el inglés predominó, pero el cambio de código desde el inglés al español ocurrió una vez cada tres minutos, en promedio".
Una escena de la novela bilingüe, Yo-Yo Boing!', escrita por Giannina Braschi.
- Dale cuerda al mono para que baile.
-Tú crees que hay más de tres grandes poetas en una lengua en una centuria. A ver: Vallejo, Neruda, Darío, Lorca, Jiménez, Machado. Very few.
-It depends what you are looking for.
-I'm looking for the creators. If you want to accept los maestros, then you include: Huidobro, Cernuda, Alberti, Alexandre, Salinas, Guillén. Sí, son maestros, pero no creadores.
-Tú eres demasiado rígida.
-No, es que las puertas del Parnaso son muy estrechas. Alexandre puede ser mejor poeta que Lorca, pero no más grande. Lorca es común, pero es un creador. Many masters are better poets than the creators, but they are not greater. La grandeza no es mejor. A veces es peor. There are many singers with a better voice than María Callas. But she sang great. Y la grandeza no se puede definir. Porque está llena. Es como el sol. Algo lleno de luz y redondo. No le hace falta nada. Y te llena. Te deja llena. Te colma. Es algo que instaura. Y afirma su instauración. Se implanta. Se planta. Se queda ahí, como una instalación, en un espacio. Es como la belleza.
-What a pity.
-El total, las partes no suman el total.
Hopi y tewa —
El investigador Paul Kroskrity ofrece el siguiente ejemplo de cambio de código de los tres ancianos de los Tewa de Arizona, que son trilingües en tewa, hopi e inglés. Están discutiendo la selección de un sitio para la nueva preparatoria en la reservación Hopi oriental:
Hablante A [en Hopi]: Tututqaykit qanaanawakna. (“Las escuelas no se querían".)
Hablante B [in Tewa]: Wédít’ókánk’egena’adi imbí akhonidi. (“No querían una escuela en su tierra".)
Hablante C [in Tewa]: Naembí eeyae nąeląemo díbít’ó’ámmí kąayį’į wédimu::di. (“Es mejor si nuestros niños van a la escuela aquí, a que se vayan lejos".)
En su conversación de dos horas, los tres hombres hablaron principalmente Twea; sin embargo, cuando el Hablante A se dirige a la reserva Hopi en conjunto, cambia código al Hopi. Su habla de hopi cuando habla de asuntos relacionados con los hopo es una norma conversaciones en el discurso comunitario de los Tewa de Arizona. Kroskrity afirma que estos hombres Tewa de Arizona, quienes culturalmente se identifican como Hopi y Tewa, usan los diferentes idiomas para construir y mantener lingüísticamente sus identidades étnicas discretas.